# Луцій Кальпурній Пізон Понтифік
Луцій Кальпурній Пізон Понтифік (47 до н. е. , Стародавній Рим  — 32 , невідомо ) — політичний та військовий діяч ранньої Римської імперії, консул 15 року до н. е. Пізон уславився пристрастю до вина і ледарства, проте був досить успішний у державній діяльності

## Життєпис
Походив з впливового плебейського роду Кальпурніїв. Син Луція Кальпурнія Пізона Цезоніна, консула 58 року до н. е.
У 23 році до н. е. обіймав посаду квестора, у 18 році до н. е. став претором. У 20 році до н. е. Пізон увійшов до колегій понтифіків й арвальских братів. У 16 році до н. е. він обіймав посаду проконсула Цизальпійської Галлії, у Медіолані розбирав судові справи стосовно карних злочинів, брав участь у війні з альпійськими племенами.
У 15 році до н. е. був обраноий консулом разом з Марком Лівієм Друзом Лібоном. У 13—12 роках до н. е. Пізон виконував обов'язки легата пропретора Галатії та Памфілії. У 12 роках до н. е. був переведений до Фракії для придушення повстання Вологеса, вождя бессів. Спочатку зазнав поразки, але згодом протягом трьох років успішно підкорив бессів й сусідні з ними племена. За ці успіхи отримав тріумф. У 9—8 роках до н. е. обіймав посаду проконсула провінції Азія, потім з 3 до 1 року до н. е. був легатом пропретора Сирії.
У 12 році н. е. Пізон призначений префектом Рима. Із своїми обов'язками він чудово впорався, користувався довірою Августа і Тиберія, виконуючи їх таємні доручення.
У 22 році запропонував засудити Гая Сілана, звинуваченого в здирництві в Азії, до позбавлення вогню і води й заслання на о. Гіарі. Ніколи не вносив підлабузницьких пропозицій щодо принцепсів, при розгляді справ про образу величі римського народу закликав до поміркованості.
Складав вірші й надавав заступництво грецькому поету Антипатру із Фессалонік. За свої заслуги був удостоєний похорону за державний рахунок.

## Родина
- Луцій Кальпурній Пізон
- Гай Кальпурній Пізон
- Кальпурнія.